# Giacomo Gambera
Padre Giacomo Gambera (Lumezzane, 17 settembre 1856 – New York, 13 agosto 1934) è stato un religioso e missionario italiano naturalizzato statunitense, noto per la sua opera a favore degli emigranti italiani negli Stati Uniti, a New Orleans, Boston e Chicago e direttore dal 1901 al 1905 della Italian St. Raphael Society a New York.

## Biografia
Giacomo Gambera nacque a Lumezzane, vicino a Brescia nel 1856. Entrato in seminario a 12 anni venne ordinato sacerdote a Brescia il 31 maggio 1879. Fu assegnato come parroco alla chiesa di San Zeno a Brione.
Il 20 novembre 1889, trascorsi alcuni mesi di formazione presso l'Istituto Cristoforo Colombo di Piacenza, si unì ai Padri Scalabriniani, un ordine religioso fondato dal vescovo Giovanni Battista Scalabrini per l'assistenza ai migranti italiani, e nel dicembre dello stesso anno partiva da Genova per gli Stati Uniti, approdando a New York il 7 dicembre 1899.
Dal dicembre 1889 all'ottobre 1893 prestò servizio pastorale a New Orleans, dove visse l'esperienza del linciaggio degli italiani nel 1891 e aiutò la comunità a risollevarsi dal trauma subito. Fu quindi alla Chiesa di San Pietro (Pittsburgh) dal 1893 al 1895, per poi divenire il parroco della Chiesa del Sacro Cuore (Boston), Massachusetts, dal 17 gennaio 1895 al 12 novembre 1901. Nominato nel 1898 superiore provinciale dell'ordine, preparò la visita americana del fondatore, il vescovo di Piacenza Giovanni Battista Scalabrini, nel 1901. Dal 1901 al 1905, pur rimanendo a Boston ad aiutare in parrocchia per le feste, durante ogni settimana si recava a New York e Ellis Island come secondo direttore della Italian St. Raphael Society, l'organizzazione di tutela degli immigranti italiani fondata e diretta da padre Pietro Bandini nel 1891-96 e che li aiutò a rilanciare.
Dal 1905 al 1921 fu il primo rappresentante del suo ordine religioso a servire come parroco alla Chiesa della Santa Maria Addolorata (Chicago), facendone un punto di riferimento essenziale per la locale comunità italiana.
Trascorsi per motivi di salute alcuni anni in Italia dal 1921 al 1925, tornò a Chicago il 21 gennaio 1926 come cappellano del Columbus Hospital (ora Cabrini Hospital). Dal 5 maggio 1928 si ritirò nella canonica della Madonna di Pompei nel Greenwich Village a New York, dove una lunga amicizia lo legava al parroco, padre Antonio Demo, con il quale aveva collaborato durante il suo periodo newyorchese. Fu allora che scrisse la sua autobiografia, che è una importante fonte di documentazione sul cattolicesimo italiano negli Stati Uniti ai primi del Novecento e sulle attività missionarie dei Padri scalabriniani.
Papa Pio X, in occasione del XXV di sacerdozio, lo insignì della Croce "Pro Ecclesla et Pontifice" e Vittorio Emanuele III, re d'Italia, gli conferì il titolo di "Cavaliere della Corona d'Italia".
Padre Gambera morì il 13 agosto 1934 a New York ed è sepolto al Calvary Cemetery.
Le sue carte sono preservate al Center for Migration Studies a Staten Island, New York.

## Opere
- Giacomo Gambera, A Migrant Missionary Story, translated by Thomas Carlesimo and edited by Mary Brown. New York: Center for Migration Studies, 1994